# Cyrkuł józefowski
Cyrkuł józefowski (niem. Jozefower Kreis) – jednostka administracyjna Cesarstwa Austrii w latach 1796–1803, należąca do kraju koronego Nowa Galicja. Siedzibą cyrkułu był Józefów.
Cyrkuł powstał na części obszaru zagarniętego przez Austrię wskutek III rozbioru Polski (1795). Jednak najdalej na południe wysunięty obszar Austrią zagarnęła po raz pierwszy już po I rozbiorze (1772). Obszar ten pozostawał w granicach Austrii (cyrkułu bełskiego w Królestwie Galicji i Lodomerii) przez cztery lata (1772–1776), po czym na mocy porozumienia zawartego 9 lutego 1776 roku, Austria przekazała go z powrotem Polsce. Tam przetrwał (w województwie lubelskim) do III rozbioru, kiedy ponownie został zaanektowany przez Austrię, jako część Nowej Galicji. Obszar ten obejmował miasta Biłgoraj, Frampol, Goraj, Janów, Modliborzyce i Zaklików z przyległymi terenami. 

## Historia
Cyrkuł józefowski był jednym z 12 cyrkułów Nowej Galicji, podporządkowanych Zachodnio-Galicyjskiej Nadwornej Komisji Urządzającej, a od 1797 Gubernium Krajowemu dla Galicji Zachodniej w Krakowie.
- Miasto (1803): Turobin;
- Miasteczka (1803): Annopol, Baranów, Biłgoraj, Boża Wola, Bychawa, Chodel, Frampol, Goraj, Janów, Józefów, Kazimierz, Końskowola, Kraśnik, Modliborzyce, Opole, Urzędów, Wysokie, Zaklików[2][3].

Na podstawie dekretu cesarza Franciszka II z 13 maja 1803, z dniem 1 listopada 1803 Nowa Galicja została podporządkowana  Gubernium Galicji we Lwowie. Wtedy też dokonano zmniejszenia liczby cyrkułów o połowę łącząc ze sobą sąsiednie cyrkuły. Każdy cyrkuł był podzielony na trzy okręgi. Zniesiony cyrkuł józefowski wszedł wtedy (wraz ze zniesionym cyrkułem lubelskim) w skład nowego, większego cyrkułu lubelskiego, który został podzielony na okręgi Lublin, Kraśnik i Kazimierz.